# Universidad de Arte y Diseño (Helsinki)

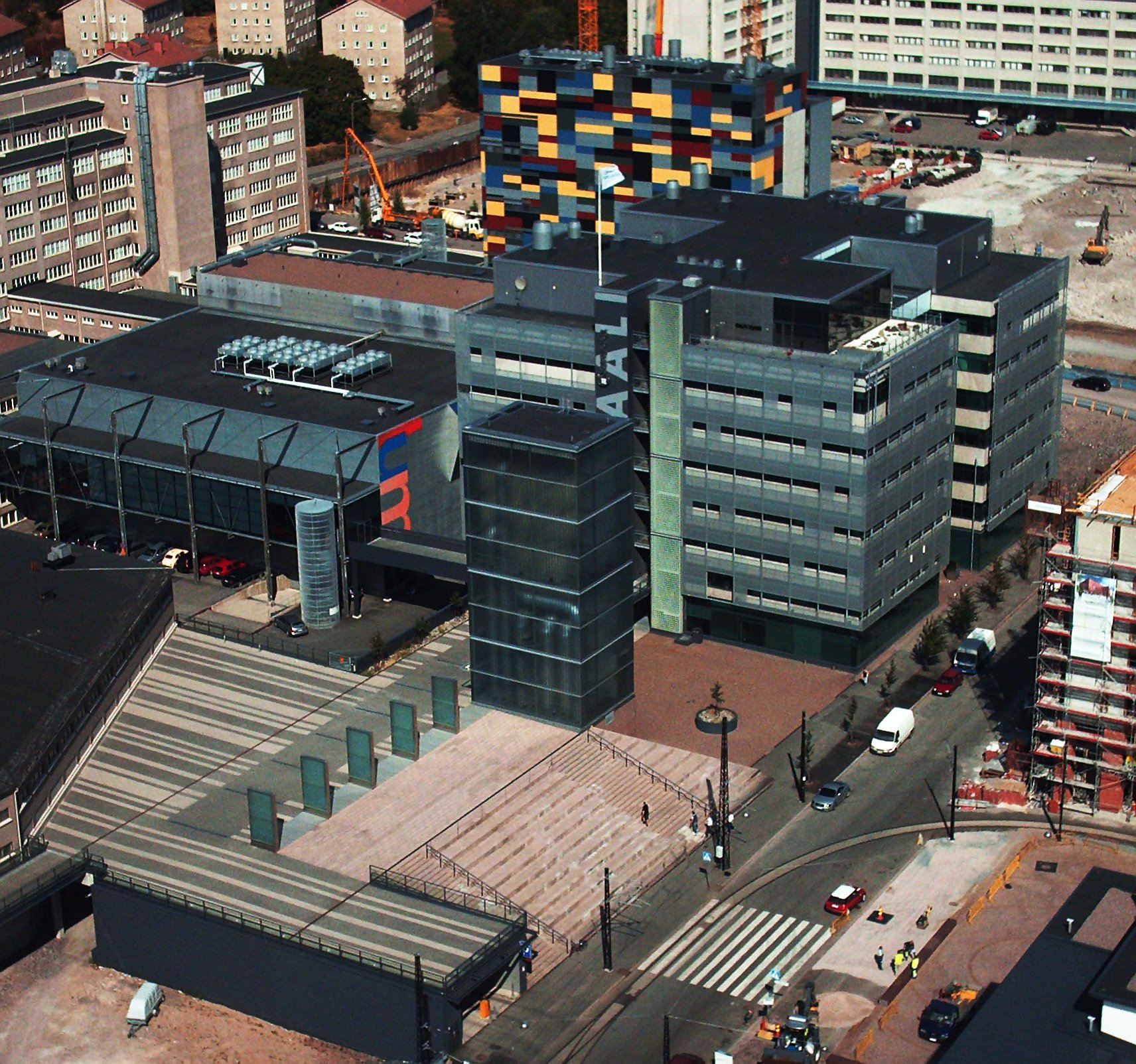
Universidad de Arte y Diseño vista desde el arriba.

La Universidad de Arte y Diseño (en finés: Taideteollinen korkeakoulu, abreviado como TaiK) fue una universidad internacional de arte, diseño y comunicaciones audiovisuales fundada en 1871 en Helsinki, Finlandia. Era la universidad de arte y diseño más grande de los países nórdicos y una de las más grandes en toda Europa.
En 2010 se fusionó con la Universidad Politécnica de Helsinki, dando lugar a la Universidad Aalto.